# Allium backhousianum
Allium backhousianum är en amaryllisväxtart som beskrevs av Eduard August von Regel. Allium backhousianum ingår i släktet lökar, och familjen amaryllisväxter. Inga underarter finns listade i Catalogue of Life.